# Steatococcus theobromae
Steatococcus theobromae är en insektsart som först beskrevs av Robert Newstead 1908.  Steatococcus theobromae ingår i släktet Steatococcus och familjen pärlsköldlöss.
Artens utbredningsområde är Nigeria. Inga underarter finns listade i Catalogue of Life.